# Masiwci (przystanek kolejowy)
Masiwci (ukr. Масівці) – przystanek kolejowy w pobliżu miejscowości Bohdaniwci, w rejonie chmielnickim, w obwodzie chmielnickim, na Ukrainie. Położony jest na linii Odessa – Lwów.